# De Oversteek (Rijswijk)
De Oversteek is een fiets- en voetgangersbrug over de Delftsche Vliet in de Zuid-Hollandse stad Rijswijk.

## Geschiedenis
Aangezien het Rijn-Schiekanaal (waar de Delftsche Vliet een deel van is) voor langzaam verkeer een groot obstakel vormde, wilde de gemeente Rijswijk een verbinding over het kanaal creëren. Ipv Delft zorgde voor het architectonisch ontwerp en Technisch Adviesbureau Sliedrecht (TAS) voor het constructief ontwerp van de staalconstructies en werktuigbouwkundige en elektrotechnische installaties. Er werd gekozen voor een slanke stalen draaibrug.
De brug werd gebouwd voor 9 miljoen euro, waarvan 90 procent bekostigd werd door Stadsgewest Haaglanden en de rest door de gemeente Rijswijk. De per boot vervoerde brug werd in de werkplaats van Machinefabriek Emmen gemaakt en in mei 2014 gedurende twee dagen geplaatst. Half juli werd voor het eerst van de brug gebruikgemaakt, de opening volgde op 31 oktober dat jaar. De naam van de brug kwam naar voren uit zevenhonderd naamsuggesties van Rijswijkers, waarbij "De Oversteek" tien keer genoemd werd.

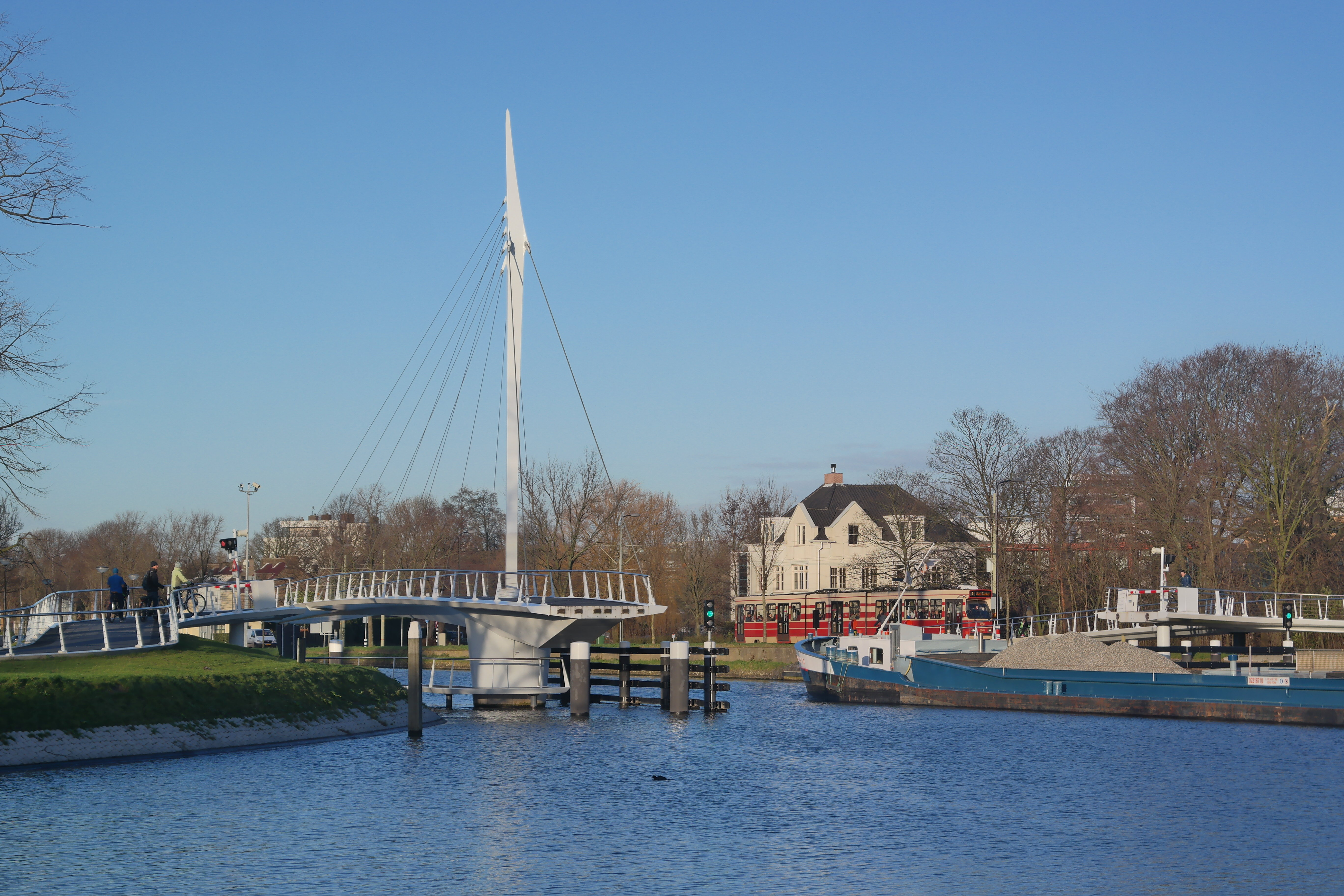
De brug in geopende toestand.
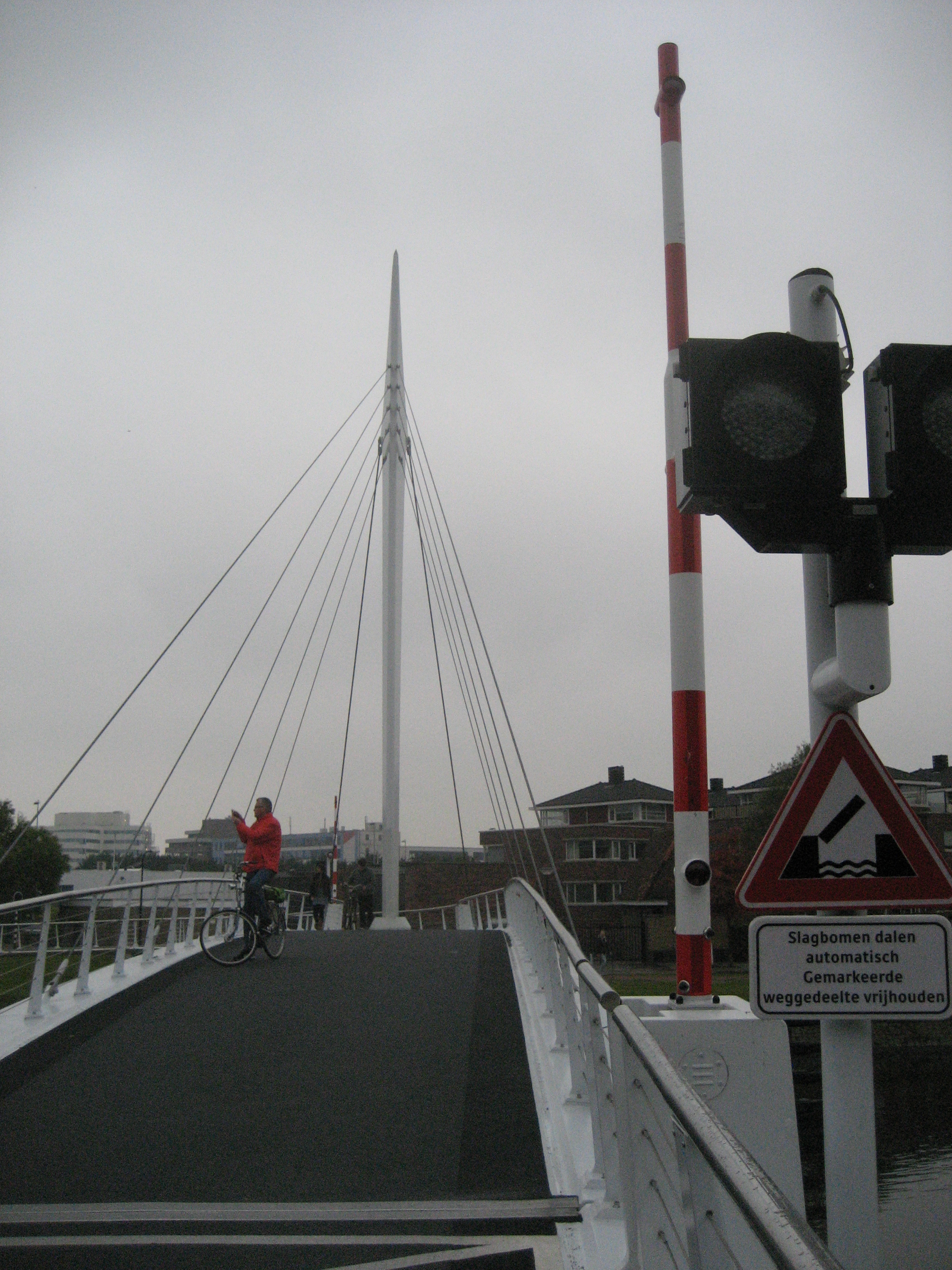
Het brugdek met middenop de pyloon.
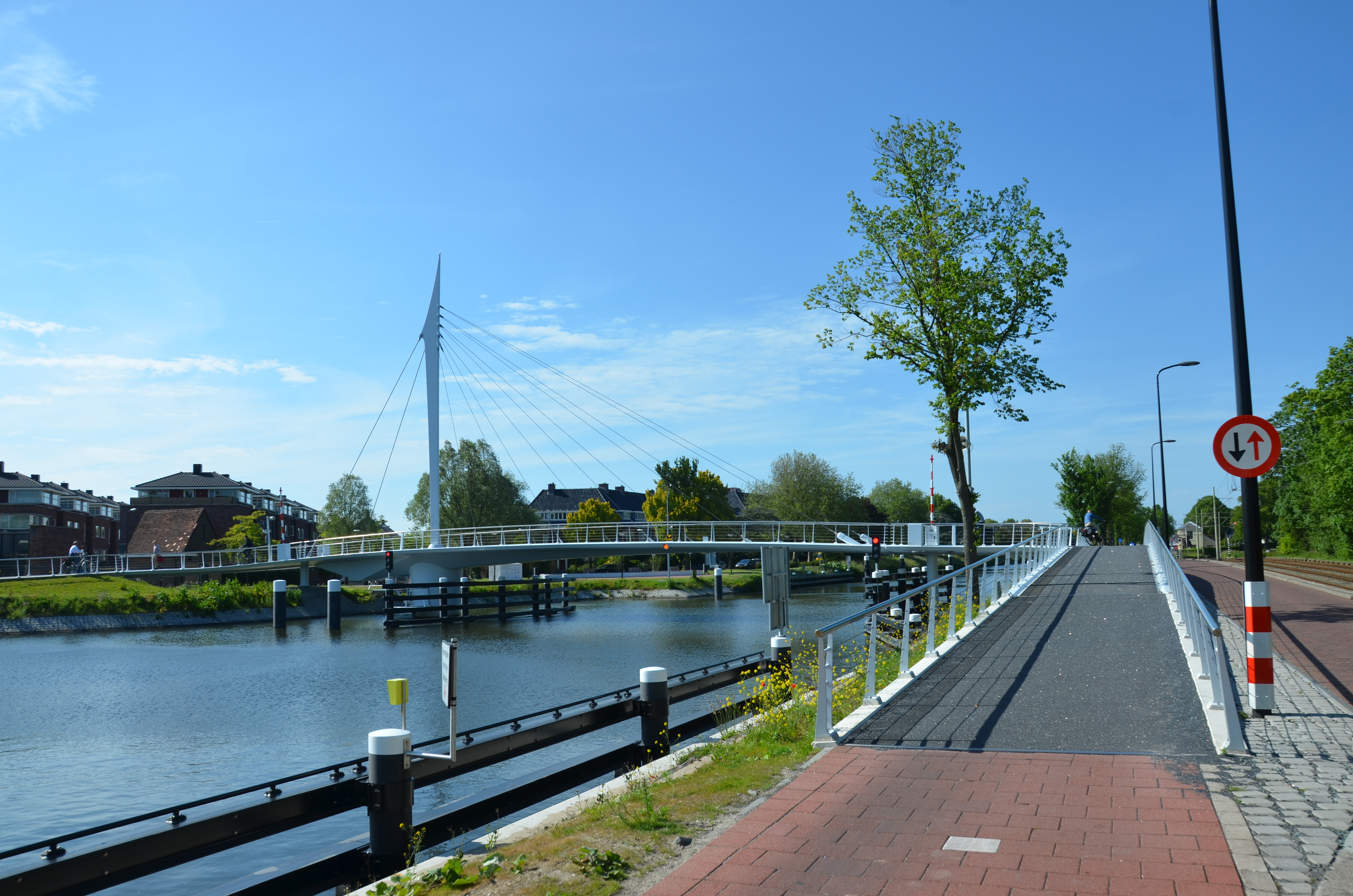
De aanbrug aan de oostzijde.